# 구매 카드
구매 카드(purchasing card, PCard, P-Card, ProCard) 또는 법인 카드는 기존 구매 프로세스를 사용하지 않고도 상품과 서비스를 조달할 수 있는 회사 신용 카드의 한 형태이다. 영국에서는 구매 카드를 일반적으로 프로큐어먼트 카드(procurement card)라고 한다.
구매 카드는 일반적으로 정해진 일정(최소 한 달에 한 번)에 따라 거래를 검토하고 승인하는 것을 포함하여 P-Card 사용과 관련된 조직의 정책 및 절차를 따라야 하는 직원에게 발급된다. 조직은 각 P-Card에 대해 다양한 제어를 구현할 수 있다. 예를 들어 단일 구매 금액 한도, 월별 한도, MCC(판매자 카테고리 코드) 제한 등이 있다. 또한, 카드 소지자의 P-Card 활동은 카드 소지자와는 별개의 사람이 정기적으로 검토해야 한다.
정기적인 검토는 조직의 지속적인 구매 카드 프로그램 관리 노력의 일부여야 한다. 다양한 요인이 성공 또는 반대로 침체에 기여할 수 있다. 프로그램을 올바른 경로에 놓거나 유지할 수 있는 성공 전략을 개발하는 것을 목표로 피해야 할 일반적인 P 카드 프로그램 함정이 있다.

## 역사
구매 카드 사용은 최근 몇 년 동안 많은 정부 조직에서 "관료적 절차"를 제거하고 비용을 절감하기 위해 사용하면서 급격히 증가했다. 예를 들어, 2001년에 미국 국방부(DOD)에는 연간 지출액이 61억 달러에 달하는 카드 소지자가 230,000명 있었다. 조직에서는 일반적으로 구매 카드를 사용하여 가치가 낮은 상품 및 서비스를 대상으로 한다. 이는 기존 방법보다 훨씬 저렴한 비용으로 이러한 거래를 수행할 수 있는 메커니즘을 제공하기 때문이다.
구매 카드 프로그램, 특히 기존 구매 송장 대신 카드 회사가 제공하는 전자 명세서를 관리하는 데 도움이 되는 다양한 소프트웨어 솔루션이 있다.
조직에서는 기존의 대량, 저달러 거래에 더해 구매 카드를 지급 계정(A/P)의 전략적 결제 방식으로 사용하기 시작했다. 조직에서는 수표를 구매 카드로 대체하고 공급업체에 대한 지불을 자동화하고 있다. 이것은 구매 카드의 가장 빠르게 성장하는 용도 중 하나이다. 2005년 구매 카드 벤치마크 조사 결과(Palmer and Gupta, 2007)에 따르면 2,000달러 미만의 기존 구매 카드 거래는 2003년부터 2005년까지 1.4% 증가했다. 가장 역동적인 성장은 6.1% 성장을 나타내는 2,000~10,000달러 거래였다. A/P 거래는 이 범위에 속하며 수십만 달러까지 확장될 수 있다.